# Да почувстваш Минесота
„Да почувстваш Минесота“ (на английски: Feeling Minnesota) е американски игрален филм (криминална трагикомедия) от 1996 година на режисьора и по сценарий на Стивън Бейгълман и с участието на Киану Рийвс, Винсент Д’Офорио, Камерън Диас, Делрой Линдо, Кортни Лав, Тюсдей Уелд, Дан Акройд и др. Филмът излиза на екран на 13 септември 1996 г. и е разпространен от Fine Line Features.

## В България
В България филмът е излъчен по PRO.BG на 5 юли 2009 г. с български дублаж на Джи Ди Ар Системс. Екипът се състои от:
| Озвучаващи артисти  | Силвия Лулчева Христо Чешмеджиев Стефан Сърчаджиев-Съра Христо Узунов |
| Преводач            | Вихрен Томов                                                          |
| Тонрежисьор         | Ангел Ангелов                                                         |
| Режисьор на дублажа | Десислава Знаменова                                                   |